# Une belle fille comme moi
Une belle fille comme moi is een Franse filmkomedie uit 1972 onder regie van François Truffaut. Het scenario is gebaseerd op de roman Such a Gorgeous Kid Like Me van de Amerikaanse auteur Henry Farrell.

## Verhaal
De knappe Camille Bliss geniet van de aandacht die ze krijgt van mannen. Maar als ze genoeg heeft van die belangstelling, staat ze niet in voor zichzelf. Nu ze in de cel zit, omdat ze een rattenvanger van het dak heeft geduwd, doet ze haar verhaal aan een socioloog. Hij vraagt de autoriteiten of ze Camille vrij willen laten. Toch krijgt hij daar al gauw spijt van.

## Rolverdeling
| Acteur            | Personage         |
| ----------------- | ----------------- |
| Bernadette Lafont | Camille Bliss     |
| André Dussollier  | Stanislas Prévine |
| Charles Denner    | Arthur            |
| Anne Kreis        | Hélène            |
| Claude Brasseur   | Maître Murene     |
| Guy Marchand      | Roger             |
| Philippe Léotard  | Clovis Bliss      |
| Gilberte Géniat   | Isobel Bliss      |